# آتسوشی ماتسورا (بازیکن فوتبال، زاده ۱۹۸۱)
آتسوشی ماتسورا (ژاپنی: 松浦 敦史؛ زادهٔ ۲۸ دسامبر ۱۹۸۱) یک بازیکن فوتبال اهل ژاپن است.
از باشگاه‌هایی که در آن بازی کرده‌است می‌توان به باشگاه فوتبال توکوشیما ورتیس اشاره کرد.